# بيلي وتون
بيلي وتون (بالإنجليزية: Billy Wootton)‏ (27 أغسطس 1904 في المملكة المتحدة - 2000) هو مدرب كرة قدم ولاعب كرة قدم بريطاني (وحمل سابقاً جنسية المملكة المتحدة لبريطانيا العظمى وأيرلندا) في مركز الظهير. لعب مع بورت فايل وستوك سيتي ونادي ساوثيند يونايتد ونورثويتش فيكتوريا وCongleton Town F.C. ‏.

## وصلات خارجية
- بيلي وتون على موقع Soccerbase.com (مدرب) (الإنجليزية)